# Северокорейские лётчики во Вьетнамской войне
Решение о помощи коммунистическому режиму Вьетнама было принято в 1965 году и одобрено спустя год на съезде Трудовой партии Кореи. КНДР поставляла оружие, боеприпасы и обмундирование. Кроме того, в боевых действиях приняли участие лётчики.

## Участие
21 сентября 1966 года Центральный Комитет Партии трудящихся Вьетнама обратился с официальным письмом к Ким Ир Сену с просьбой о помощи в войне. Уже 24—30 сентября Северную Корею посетила военная делегация во главе с начальником Генерального Штаба северовьетнамской армии. По итогу визита было подписано соглашение о направлении трёх групп северокорейских истребителей (по 10 машин каждая): две — на МиГ-17, одна — на МиГ-21. Северокорейская сторона брала на себя полное техническое обеспечение.
Вьетнамские историки писали, что в составе вьетнамских ВВС действовало подразделение «Группа Z» (вьет. Doan Z). Информации об эскадрилье крайне немного. Известно, что иностранные авиаторы базировались на аэродроме Кеп к северо-востоку от Ханоя с начала 1967 года по начало 1969 года. Всего в конфликте сражалось 87 северокорейцев. 14 из них погибли или умерли от болезней. Согласно вьетнамским источникам, пилоты сбили 26 американских самолётов. За время войны КНДР трижды направляла своих лётчиков в зону боевых действий. Они принимали участие в войне тайно, переодевшись в форму вьетнамских военнослужащих.
В воспоминаниях генерал-полковника Владимира Абрамова, который в 1967—1968 годах возглавлял группу советских военных специалистов во Вьетнаме, также фигурирует эскадрилья МиГов из КНДР. Согласно северокорейским данным, в конфликте участвовали 800 авиаспециалистов — одновременно там пребывало до 70 пилотов и техников. Согласно их информации, 28 мая 1969 года восьмёрка МиГ-17Ф перехватила и сбила 12 американских F-105. Однако вьетнамские и американские источники не подтверждают этого, кроме того, американские бомбардировки Северного Вьетнама были прекращены ещё в 1968 году.

«По соглашению между Кореей и Вьетнамом в 1967 году несколько пилотов Корейской Освободительной Армии были направлены во Вьетнам для прохождения боевой практики и участия в боевых действиях в составе Вьетнамской народной армии. Во время боевых вылетов они сбили несколько американских самолётов».— Институт военной истории Вьетнама

## Огласка
В 2000 году практически одновременно правительства КНДР и Вьетнама подтвердили факт участия северокорейских пилотов в конфликте.
В 2002 году были отправлены в Северную Корею для перезахоронения останки 14 северокорейцев, похороненных на одном из небольших кладбищ в провинции Бак Гианг.